# Confederació General del Treball
|  | Aquest article tracta sobre l'organització anarcosindicalista a Espanya. Si cerqueu el sindicat francès, vegeu «Confederació General del Treball de França». |

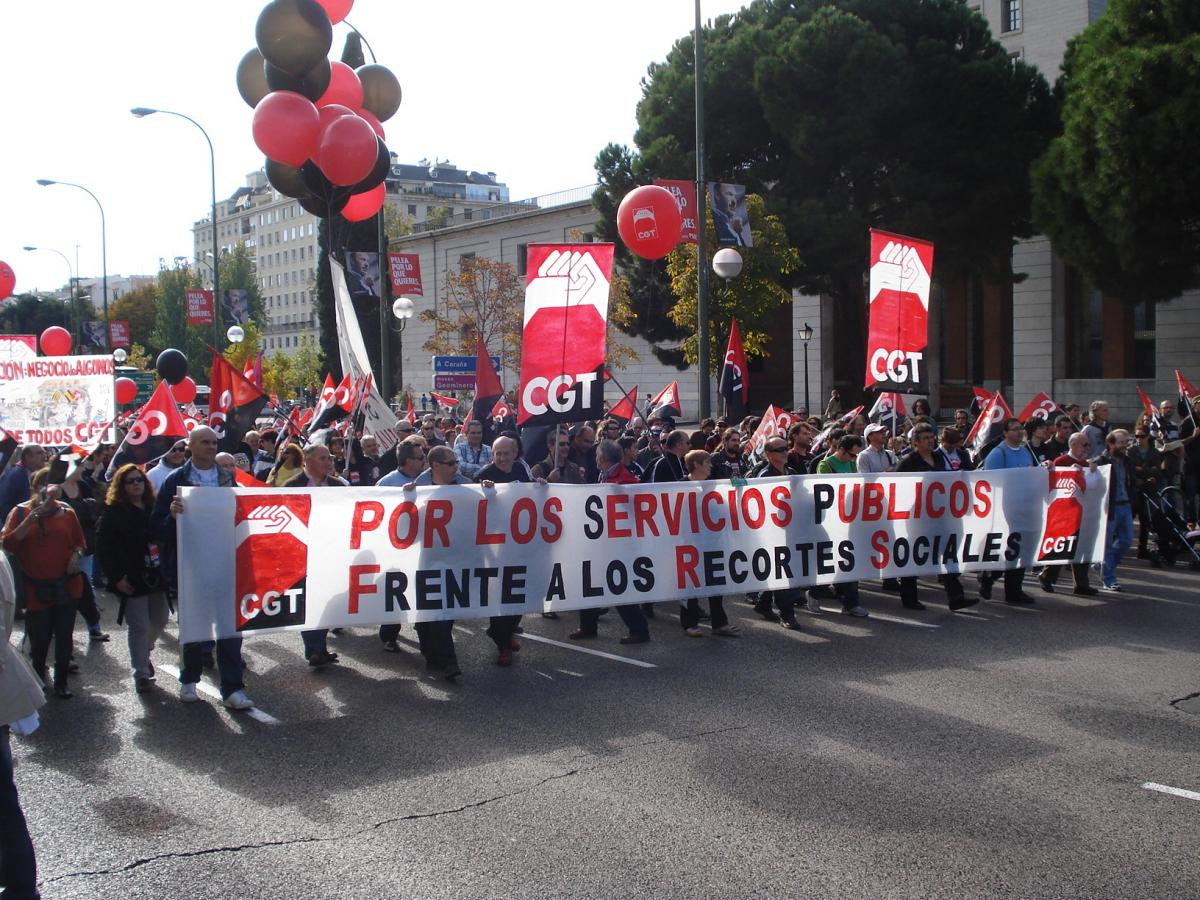
Manifestació de la CGT en Madrid.

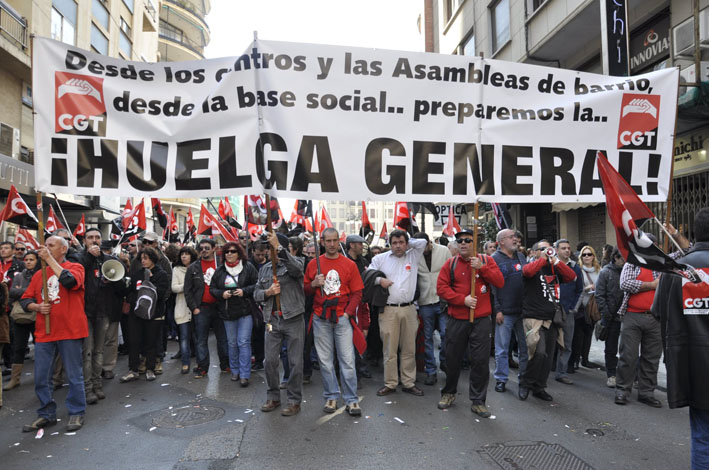
Manifestació de la CGT en València.

La Confederació General del Treball (CGT) és una organització sindical espanyola d'orientació anarcosindicalista creada l'any 1979 com a conseqüència d'un procés judicial entre dues faccions de la CNT. El grup anomenat fins llavors CNT-Renovada o CNT-Congrés de València, constituït l'any 1979, va perdre el plet amb l'altre sector i amb ell el dret a l'ús de les sigles històriques del sindicat.

## Definició estatutària
La CGT segons els seus estatuts es defineix com:
Una organització de treballadors i treballadores que es defineix anarcosindicalista i, per tant, de classe autònoma, autogestionària, federalista, internacionalista i llibertària que lluita per la millora de les seves condicions de vida i treball i alhora per anar avançant, mitjançant aquestes lluites, cap a una emancipació total com a classe. Hi tenen cabuda totes les treballadores i treballadors pel sol fet de ser-ho, siguin quines siguin les seves opcions polítiques o creences religioses. Independent de tot partit o grup, per la qual cosa no existeixen altres interessos que no siguin els dels seus propis afiliats i afiliades. Els òrgans decisoris, a tots els nivells, arrenquen de les assemblees dels sindicats.

## Organització
Dins el sindicat es formen les seccions sindicals que agrupen tots els afiliats a una empresa o sector. La CGT s'estructura també per federacions sectorials o rams d'indústria.
Els sindicats d'una mateixa població constitueixen la federació local; també s'organitzen federacions comarcals, intercomarcals i provincials. Les federacions intercomarcals i provincials formen 12 Confederacions Territorials, no sempre coincidents amb els límits d'una comunitat autònoma (cas del País Valencià i Múrcia que formen una confederació unida i única).
Les Federacions de Branca dels distints sindicats (Metall, Sanitat, Administració Pública, Ensenyament, Banca, Transports i Telecomunicacions, Comerç i Hostaleria, Activitats diverses, Mineria, Químiques, etc.). Junt amb el Secretariat Permanent, formen el Comitè Confederal de la CGT, màxim organisme entre congressos. Hi ha dos nivells d'intervenció: el territorial i el professional o sectorial.
La CGT Catalunya té una presència notable al sector serveis (especialment a transports públics, ensenyament, banca i correus) i és el tercer sindicat representatiu en nombre de delegats sindicals a Catalunya per darrere de CCOO i UGT. La Revista Catalunya és l'òrgan de la CGT de Catalunya, s'edita mensualment en català amb una tirada actualment de 13.000 exemplars que es distribueixen entre els afiliats al sindicat.
El diari en castellà Rojo y Negro és l'òrgan de la CGT a tot Espanya.

### Congressos estatals de la CGT

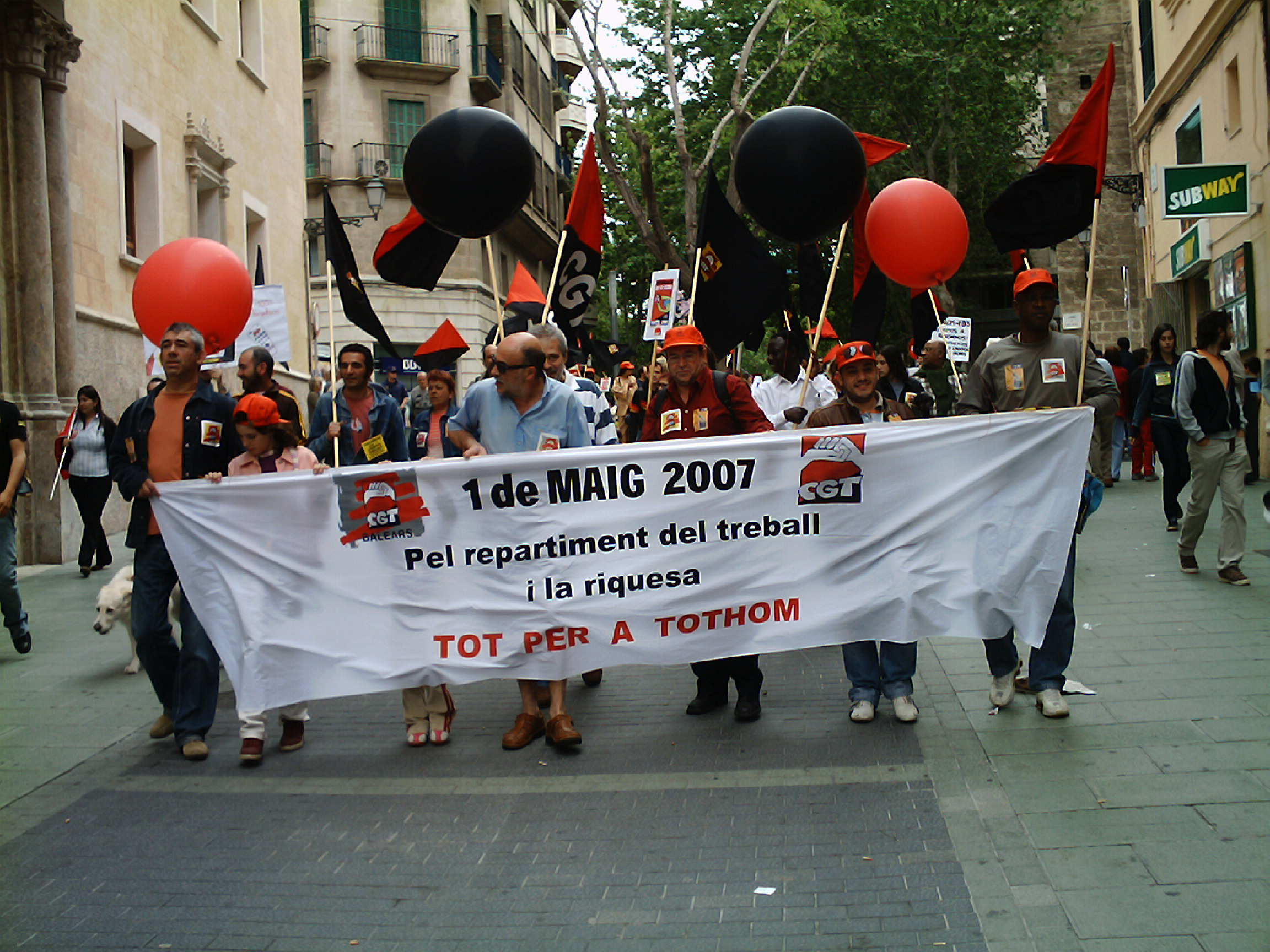
Manifestació de la CGT

Anteriorment es van celebrar tres congressos com a CNT-Congrés de València i dos com a CNT-Renovada.
- I Congrés Extraordinari de CNT-CGT, Madrid (Casa de Campo), 29 de abril de 1989. Congrés en que es decideix el canvi de sigles, de CNT a CGT, davant una sentència judicial adversa.
- XI Congrés de CGT Madrid, Teatro de la Casa de Campo, 1989.
- II Congrés Extraordinari de CGT, Coslada (Madrid), 1991.
- XII Congrés de CGT, Ciudad Escolar de San Fernando (Madrid), 1993.
- XIII Congrés de CGT, Madrid, 1997.
- III Congrés Extraordinari de CGT, Tarragona, 1997.
- XIV Congrés de CGT, Valladolid, 2001.

- XV Congrés de CGT, València, 2005.
- XVI Congrés de CGT, Màlaga, 2009.
- XVII Congrés de CGT, La Corunya, 2013.
- XVIII Congrés de CGT, València, 2018.
- XIX Congrés de CGT, Saragossa, 2022.

### Fundacions i Federacions a Catalunya, Balears i País Valencià/Múrcia.

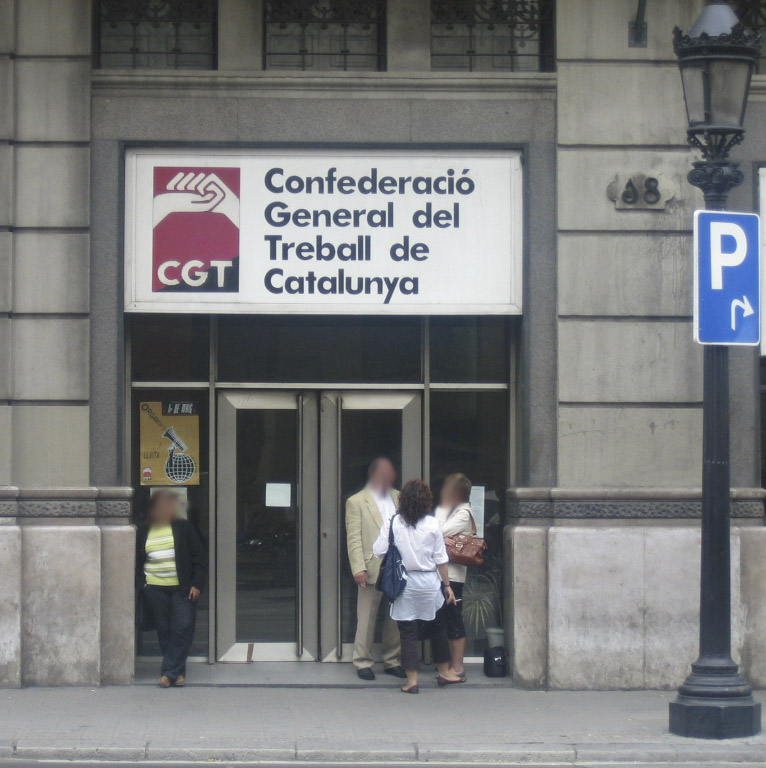
Seu de la CGT a Barcelona

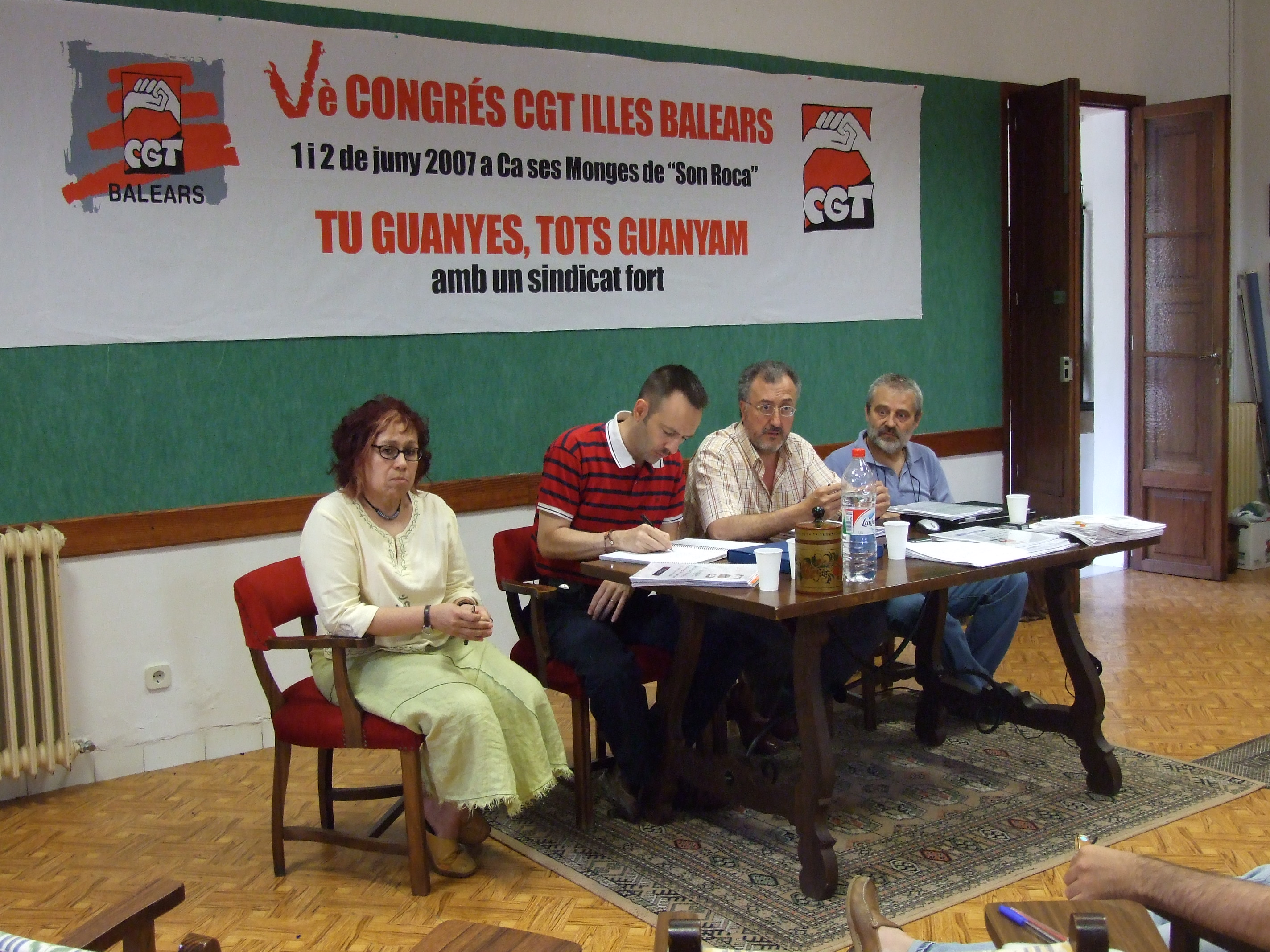
V Congrés de la CGT de les Illes Balears

| - Federació Comarcal de l'Anoia - Federació Local de Barcelona - Federació Comarcal Barcelonès Nord - Federació Comarcal del Baix Llobregat - Federació Local de Castellar del Vallès - Federació Intercomarcal del Garraf / Alt Penedès - Federació Local de Manresa - Federació Comarcal del Maresme - Federació Local de Rubí - Federació Local de Sabadell - Federació Local de Sallent - Federació Local de Terrassa - Federació Comarcal del Berguedà - Federació Comarcal del Vallès Oriental - Federació Comarcal Baix Penedès (El Vendrell) - Federació Comarcal del Baix Camp / Priorat (Reus) - Federació Intercomarcal de les Terres de l'Ebre - Federació Local de Tarragona - Federació Intercomarcal de Lleida - Federació Intercomarcal de Girona - Federació Local d'Alacant - Federació Local d'Alcoi - Federació Local de Benidorm - Federació Local de Castelló - Federació Local de Gandia La Safor - Federació Local de Múrcia | - Federació Local de València - Federació Local de Vinaròs - Federació Local de Palma - Federació Local de S'arenal de Lluchmajor - Federació Local de Ciutadella (Menorca) - Fundació Salvador Seguí - Centre d'Estudis Sociolaborals CELS - Federació d'Administració Pública - Federació de Banca, Estalvi, Assegurances, Entitats de Crédit i Oficines i Despatxos - Federació d'Ensenyament - Federació del Metall - Federació d'Indústries Químiques i afins - Federació de Sanitat |

A més, el Sindicat Autònom de Banca i Estalvi de les Illes Balears, SABEI, està agermanat amb la CGT.

## Símbols
El sindicat utilitza principalment una bandera, però en té tres d'oficials, totes elles semblants.

## Coincidències i diferències amb la CNT
La CGT va sorgir com una escissió possibilista de la Confederació Nacional del Treball, CNT, i ambdues organitzacions es proclamen encara avui anarcosindicalistes. La CNT s'oposa a les eleccions sindicals, a rebre subvencions i a tenir contractats; aposta per l'acció directa, mantenint una autonomia total de l'Estat. La CGT, participa en les eleccions sindicals, té contractats i rep subvencions pels delegats sindicals electes.